# Heathrow
Heathrow es un área que en la actualidad forma parte del municipio londinense de Hillingdon. Originalmente se denominaba Heath Row. Era un pequeño pueblo en Middlesex, en las afueras de Londres, que fue expropiada para la construcción del Aeropuerto de Heathrow en 1944.
- Datos: Q898660